# Wilson Marentes
Wilson Alexander Marentes Torres (* 8. August 1985 in Facatativá) ist ein kolumbianischer Radrennfahrer.

## Sportliche Laufbahn
Wilson Marentes gewann bei den nationalen Bahnrad-Meisterschaften 2003 in der Junioren-Klasse insgesamt vier Medaillen. 2006 wurde er Dritter beim Zeitfahren der U23-Klasse bei der kolumbianischen Meisterschaft auf der Straße. Außerdem konnte er im selben Jahr zwei Etappen bei der Guatemala-Rundfahrt für sich entscheiden. Seit 2007 fährt er für das Continental Team Colombia es Pasion. In seinem ersten Jahr dort wurde er kolumbianischer Zeitfahrmeister der U23-Klasse. Jeweils eine Etappe gewann er 2008 bei der Vuelta a Colombia, 2014 bei der Vuelta a la Independencia Nacional und 2016 bei der Vuelta a Colombia.

## Erfolge
2006
- zwei Etappen Guatemala-Rundfahrt

2007
- Kolumbianischer Meister - Einzelzeitfahren (U23)

2008
- eine Etappe Vuelta a Colombia

2014
- eine Etappe Vuelta a la Independencia Nacional

2016
- eine Etappe Vuelta a Colombia

## Teams
- 2008 Colombia es Pasión
- 2009 Colombia es Pasión Coldeportes
- 2010 Cafe de Colombia - Colombia es Pasión
- 2011 Cafe de Colombia - Colombia es Pasión
- 2012 Colombia-Coldeportes
- 2013 Colombia